# How the West Was Won and Where It Got Us
«How the West Was Won and Where It Got Us» és el trenta-quatrè senzill de la banda estatunidenca R.E.M., el quart i darrer extret de l'àlbum New Adventures in Hi-Fi, l'any 1997 per Warner Bros. Records exclusivament pel Japó i Alemanya. També va ser l'últim senzill en el qual va participar Bill Berry ja que aquest mateix any va abandonar la seva carrera musical per motius de salut fins «#9 Dream» l'any 2007.
La cara-B va ser una gravació alternativa de «Be Mine». Altres cares-B pel maxi single va incloure una versió de «Love Is All Around» de The Troggs. R.E.M. va interpretar aquesta cançó en directe en diversos concerts de promoció de Up els dos anys següents.

## Llista de cançons
Totes les cançons foren escrites i compostes per Bill Berry, Michael Stipe, Peter Buck i Mike Mills, excepte les indicades. 
| Núm.          | Títol                                      | Durada |
| ------------- | ------------------------------------------ | ------ |
| 1.            | «How the West Was Won and Where It Got Us» | 4:30   |
| 2.            | «Be Mine» (versió Mike on the Bus)         | 4:54   |
| 3.            | «Love Is All Around» (Reg Presley)         | 3:04   |
| 4.            | «Sponge» (Vic Chesnutt)                    | 4:08   |
| Durada total: | Durada total:                              | 16:36  |

## Crèdits
- Bill Berry –  bateria, pandereta, xiulet Ennio
- Peter Buck – baix, guitarra, busuki, mandolina
- Mike Mills – piano, sintetitzador, veus addicionals
- Michael Stipe – cantant, sintetitzador